# Exient Entertainment
Exient Entertainment (aussi connu sous le nom Exient Limited) est un studio de développement de jeux vidéo britannique fondé en 2000 et basé à Oxford.

## Ludographie

### 2015
- Bake Escape (iOS)

### 2014
- Angry Birds Transformers (iOS and Android)

### 2013
- Angry Birds Go! (iOS/Android/BlackBerry 10/Windows Phone 8)
- Diggs Nightcrawler (PS3)
- Angry Birds Trilogy (Vita)
- Angry Birds Star Wars (PS3/PS4/PS Vita/X360/Xbox One/Wii/Wii U/3DS)
- CSR Racing (Android)

### 2012
- Angry Birds Trilogy (3DS/PSVita)
- Fireworks (PSVita)
- Pulzar (PSVita)

### 2010
- Need for Speed: Hot Pursuit (Wii)
- Les Sims 3 (DS)
- FIFA 11 (DS)
- X2 Football 2010 (iPhone/iPad) - published by X2 Games
- X2 Snowboarding (iPhone/iPad) - published by X2 Games

### 2009
- FIFA 10 (DS)
- DJ Hero (Wii/PS2)
- Tiger Woods PGA Tour (iPhone)
- X2 Football 2009 (iPhone)

### 2008
- FIFA 09 (DS)
- Madden NFL 09 (DS)
- Tiger Woods PGA Tour 09 (PS2/PSP)
- Skate It (DS)
- Need for Speed: Undercover (Wii/PS2)

### 2007
- NASCAR 08 (PS2)
- FIFA 08 (DS)
- Madden NFL 08 (DS)
- Tiger Woods PGA Tour 08 (DS)
- Need for Speed: ProStreet (DS)
- FIFA Street 3 (DS)[1]

### 2006
- FIFA Street 2 (DS)
- FIFA World Cup: Germany 2006 (GBA/NDS/PSP)
- Madden NFL 07 (GBA/NDS)
- FIFA 07 (GBA/DS)
- NASCAR 07 (PSP)[2]
- Need for Speed: Carbon - NDS (2006)

### 2005
- FIFA Football 2005 (Gizmondo)
- SSX 3 (Gizmondo)
- Madden NFL 06 (GBA/DS)
- FIFA 06 (GBA/DS) (2005)

### 2004
- Madden NFL 2005 (GBA/DS)
- FIFA Football 2005 (GBA/N-Gage)
- SSX: Out of Bounds (N-Gage)
- WWE Aftershock (N-Gage)

### 2003
- Total Soccer (Mobile)
- FIFA Football 2004 (GBA/N-Gage)
- NCAA Football 2004 (N-Gage)

### 2002
- Guy Roux Manager 2002 (GBA)
- FIFA Soccer 2002 (PDA)
- NHL Hitz 2003 (GBA)
- FIFA Football 2003 (GBA)

### 2001
- Marcel Desailly Football Advance (GBA)